# El provocador, primeiro filme en portuñol

 El provocador, primero filme en portuñol es una película documental coproducción de Brasil y Argentina  dirigida por Silva Maturana, Marcel Gonnet Wainmayer y Pablo Navarro Espejo sobre su propio guion que se estrenó el 19 de abril de 2012.

## Sinopsis
Documental sobre Juan Uviedo, que nació alrededor de 1930 y falleció en 2009, quien durante la dictadura militar de Argentina armó el Taller de Investigaciones Teatrales en el cual un grupo de jóvenes militantes de izquierda estudiaba teatro como una forma de continuar su actividad política sin pasar del todo a la clandestinidad. Obligado a escapar a Brasil Uviedo, que hoy vive en un pequeño pueblo brasileño, São Thomé das Letras, Minas Gerais, donde se lo conoce como Juan da Montanha, y sus discípulos crearon una organización para dar abrigo a niños pobres. 

## Comentario
La crónica de La Nación dijo:

“Juan Uviedo… acepta definirse como profesor de teatro, aunque también ha sido actor, dramaturgo, psiquiatra mecenas, educador, autor de innumerables acciones vinculadas con el trabajo social….El título es el que debía ser: Provocador, transgresor, iconoclasta (un tipo incómodo) lo fue siempre. Provocar era su objetivo. Lo hizo durante mucho tiempo con su TIT, que llevó por todas partes e integró con gente de todos los orígenes, inspirándose en Artaud y Grotowski, pero también en sus experiencias con Peter Brook o con La Mamma. Era un líder natural y carismático que tenía la cualidad de unir a la gente a su alrededor (inclusive llegó a serlo entre los presos) como lo había sido entre los grupos de jóvenes que con su guía encontraron en el teatro un cauce para su militancia y un arma para convocar a la resistencia y combatir la dictadura...en arriesgadas intervenciones callejeras que muchas veces los llevaron a prisión, como el envenenamiento colectivo que fingieron en una plaza de San Pablo para llamar la atención sobre el estado en que vivían los argentinos bajo la dictadura, o el cortejo fúnebre con el que quisieron representar en plena Corrientes el sepelio de los desaparecidos. Hay en el film rico material sobre ... Uviedo y sus discípulos ... -entrevistas con él, testimonios, viejos films-, si bien a veces se percibe algún bache y algún desorden. Pero basta la riqueza del personaje… para justificar la visión del film”